# Ronald Grandpey
 (mars 2013).
Si vous disposez d'ouvrages ou d'articles de référence ou si vous connaissez des sites web de qualité traitant du thème abordé ici, merci de compléter l'article en donnant les références utiles à sa vérifiabilité et en les liant à la section « Notes et références ».
Ronald Grandpey, né le 28 juin 1974, est un auteur de bande dessinée et réalisateur de films d'animation français. Il signe ses bandes dessinées sous plusieurs hétéronymes.

## Publications

### Sous le nom de Ronald
- Raison d'État (ed. Misma 2005).
- Ils Ont Des Nouveaux Pouvoirs, Volume 1 (ed. Misma 2006, reed. 2012).
- Frontière n° 1 à 7 (auto-publié, 2010-2014).
- Ils Ont Des Nouveaux Pouvoirs, Volume 2 (ed. Misma 2013).

### Sous le nom de P.E.E.P.S
- Crève en Chemin (flip book signé P.E.E.P.S, ed. FLBLB 2004).
- Impatience (série à suivre dans la revue Récits n°1 à 6, ed. La Chose 2011-12).

### Sous le nom de Franky Bartol
- Bijou Magazine n° 1 et 2 (auto-publié, 2003-4).
- Bijou Spécial Magazine (ed. Misma 2012).

### Sous le nom de Melvil Massacre
- Freestyle n° 1, avec Estocafich et El don Guillermo (ed. Misma 2006).

### Autres
- SpaceJunk Art Centers : Exposition collective itinérante Pure Drawing / Grâce Au Cerveau Droit, à Bayonne, Lyon et Grenoble (2012).
- Grandpapier.org : Récits publiés sous le nom de Ronald Grandpey sur le webzine Grandpapier.
- Grandpapier.org Récits publiés sous le nom de P.E.E.P.S sur le webzine Grandpapier.

## Films d'animation
- Crève en Chemin (2004).
- Hémisphère Gauche, clip officiel pour le groupe de rock Expérience (2005).
- Les Archives Payantes, sur une bande-son de Michel Cloup (2006).
- Des Héros, clip officiel pour le groupe de rock Expérience (2008).
- Stomp The Pedal, clip officiel pour le duo hip hop américain Yea Big & Kid Static (2009).
- L'Accord Du Plus Grand Nombre, sur une bande-son de Michel Cloup (2011).
- Bande-annonce animée de Ils Ont Des Nouveaux pouvoirs, volume 1 (2012).
- Bande-annonce animée de Ils Ont Des Nouveaux pouvoirs, volume 2 (2013).
- Bande-annonce animée de Frontière (2013).
- Bande-annonce animée de la revue Dopututto Max #5, signée Franky Bartol (ed. Misma 2013).
- Prove It, clip officiel pour le rappeur américain Kool A.D. du groupe Das Racist (2016).